# Typhochrestus bogarti
Typhochrestus bogarti es una especie de araña araneomorfa del género Typhochrestus, familia Linyphiidae. Fue descrita científicamente por Bosmans en 1990.
Se distribuye por Portugal, España, Francia y Marruecos. El cuerpo del macho mide aproximadamente 1,2-1,4 milímetros de longitud y el de la hembra 1,5-1,9 milímetros.